# Batya Gur

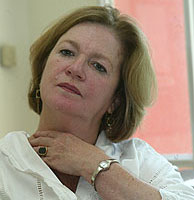
Batya Gur im Jahr 2003

Batya Gur, hebräisch בתיה גור, (* 1. September 1947 in Tel Aviv; † 19. Mai 2005 in Jerusalem) war eine israelische Schriftstellerin, Journalistin und Literaturwissenschaftlerin.

## Leben
Batya Gurs Eltern waren polnischer Herkunft. Diese waren nach Israel ausgewandert, nachdem ein Teil der Familie in den nationalsozialistischen Vernichtungslagern ermordet worden war. Nach einem Studium der Literaturwissenschaften in Jerusalem war Gur lange Zeit selbst als Dozentin für Literatur tätig.
Im Jahr 1988 legte sie ihre erste eigene literarische Arbeit vor, einen Kriminalroman um den gebildeten und zugleich melancholischen Inspektor Michael Ochajon von der Jerusalemer Polizei, und erzielte damit gleich einen internationalen Bestsellererfolg. Sie war damit die erste israelische Autorin überhaupt, die mit Kriminalromanen bekannt wurde. Im Jahr 1993 erhielt sie für dieses ins Deutsche übersetzte Erstlingswerk „Denn am Sabbat sollst du ruhen“ (hebräisch: רצח בשבת בבוקר, wörtlich: „Mord am Samstagmorgen“) den Deutschen Krimi Preis. Ihre Romane um Inspektor Michael Ochajon, von denen bislang zwei verfilmt wurden, wie auch ihre nicht dem Krimi-Genre zuzuordnenden Romane setzten sich allesamt nicht zuletzt kritisch mit ihrem Heimatland auseinander und wurden ebenfalls zu Bestsellern.
Die Autorin lebte mit ihrer Familie, abgesehen von einem mehrjährigen Aufenthalt in den USA, bis zuletzt in Jerusalem. Neben ihren Veröffentlichungen als Schriftstellerin arbeitete sie dort auch als Literaturkritikerin für die Tageszeitung Haaretz.
Batya Gur starb 2005 im Alter von 58 Jahren an den Folgen einer Krebserkrankung.

## Bibliografie

### Inspektor-Ochajon-Romane
Alle erschienen bei Goldmann, München.
- Denn am Sabbat sollst du ruhen. 1992. ISBN 3-442-46008-5.
- Am Anfang war das Wort. 1995. ISBN 3-442-43600-1.
- Du sollst nicht begehren. 1997. ISBN 3-442-44806-9.
- Das Lied der Könige. Übersetzt von Vera Loos und Naomi Nir-Bleimling. 1998. ISBN 3-442-30667-1.
- Denn die Seele ist in deiner Hand, 2003, ISBN 3-442-45843-9.
- Und Feuer fiel vom Himmel, 2006, ISBN 3-442-30837-2.

### Weitere Romane
- So habe ich es mir nicht vorgestellt. Goldmann, München 1996. ISBN 3-442-43056-9.
- Stein für Stein. Übersetzt von Vera Loos und Naomi Nir-Bleimling. Berlin Verlag, Berlin 1999. ISBN 3-8270-0302-4.

### Kinder- und Jugendliteratur
- Die schwarze Schatulle. Goldmann, München 2000. ISBN 3-442-45032-2.

### Sachbücher
- Jerusalem. In Jerusalem leben. Ein Requiem auf die Bescheidenheit. Schöffling & Co, Frankfurt am Main 2000. ISBN 3-89561-024-0.

## Verfilmungen
- Die Seele des Mörders. Nach: Denn die Seele ist in deiner Hand. Mit Heiner Lauterbach und Nicole Heesters, gesendet im ZDF, 2009.
- Mörderischer Besuch. Nach: Das Lied der Könige.  Mit Heiner Lauterbach und Liane Forestieri, gesendet im ZDF am 6. Dezember 2010.